# Georges-Louis Bouchez
Georges-Louis Bouchez (ur. 23 marca 1986 we Frameries) – belgijski i waloński polityk, prawnik oraz samorządowiec, parlamentarzysta regionalny, senator, od 2019 przewodniczący Ruchu Reformatorskiego.

## Życiorys
Kształcił się w Mons, w 2007 uzyskał licencjat z prawa na Facultés universitaires Saint-Louis, a w 2009 magisterium z prawa publicznego na Université Libre de Bruxelles. Działacz Ruchu Reformatorskiego, od 2009 dołączył do gabinetu politycznego wicepremiera i ministra Didiera Reyndersa. Pracował przez pewien czas również jako nauczyciel akademicki. W 2012 został radnym miejskim w Mons, do 2016 pełnił funkcję członka zarządu miasta odpowiedzialnego m.in. za finanse, budżet i zatrudnienie. W latach 2014–2016 zasiadał w Parlamencie Walońskim oraz parlamencie wspólnoty francuskiej, gdzie zastępował Jacqueline Galant. Obejmował później różne stanowiska w administracji partyjnej.
W wyborach w 2019 bez powodzenia kandydował do Izby Reprezentantów, następnie dokooptowano go w skład federalnego Senatu. W listopadzie 2019 został nowym przewodniczącym Ruchu Reformatorskiego, pokonując w drugiej turze głosowania Denisa Ducarme. W 2024 uzyskał mandat posła do niższej izby belgijskiego parlamentu.